# エルディン・デミル
エルディン・デミル（Erdin Demir、1990年3月27日 - ）は、スウェーデン・マルメ出身の元プロサッカー選手。元スウェーデン代表。現役時代のポジションは、ディフェンダー（LSB）。トルコにルーツをもつ。

## 経歴

### クラブ
マルメFFの下部組織出身。トップチームではスウェーデンカップに出場したものの、リーグ戦に出場することはなく2009年に退団。その後、2011年に加入したトレッレボリFFでブレイク。チームは成績不振で降格したものの自身はリーグの最優秀若手選手に選出された。
2011年12月、ノルウェーのSKブランに500万スウェーデン・クローナで移籍。契約は4年。

### 代表
ユース代表ではUEFA U-21欧州選手権2013予選などに出場した。
2011年12月、A代表初招集。翌年1月に開催されたカタールとの親善試合で初キャップ。